# Криспін Цєшковський
Криспін Цєшковський гербу Доленга (пол. Kryspin Cieszkowski herbu Dołęga; 25 жовтня 1730 — 1792) — римо-католицький єпископ, єпископ-помічник Львівської архідієцезії з титулом єпископа Нисси.

## Життєпис
Парох Бережан, римо-католицький єпископ-помічник львівський у 1772—1792 роках, львівський офіціал у 1773 році, кустош катедральної капітули у 1767 році, канонік львівської катедральної капітули у 1748 році.
Священничі свячення отримав у 1758 році. 14 грудня 1772 року отимав номінацію на єпископа-помічника Львівської архідієцезії і титулярного єпископа Нисси.
Похований у архикатедрі Внебовзяття Пресвятої Діви Марії у Львові.